# James Brooke
James Brooke (ur. 29 kwietnia 1803 w Secrore koło Waranasi, zm. 11 czerwca 1868 w Burrator w Wielkiej Brytanii) – brytyjski oficer, władca Sarawaku.

## Życie
Początkowo służył w Brytyjskiej Kompanii Wschodnioindyjskiej. Po odejściu ze służby w 1826 podróżował po Dalekim Wschodzie. Po przybyciu na Borneo (1839) pomógł władcy Brunei pokonać bunt ludności. W nagrodę w 1841 został władcą Kuchingu. Doprowadził swoje rządy do niezależności. W Sarawaku przeprowadził liczne reformy, m.in. prawne, uwzględniając miejscowe obyczaje. W 1857 odparł chińskie ataki. Ród Brooke rządził Sarawakiem do 1946 (z przerwą na okupację japońską 1942-1945).